# Paparuda

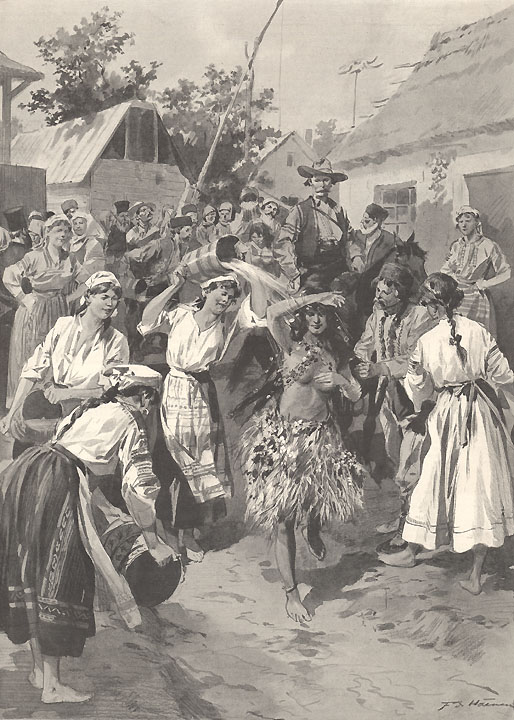
Paparuda

Paparuda, auch Perperuna, Peperdua, Paparuna und Piperia, ist eine rumänische und bulgarische Regenzeremonie, die mit unterschiedlichen Namen auch in anderen Ländern auf dem Balkan verbreitet ist. Die Zeremonie ist wahrscheinlich heidnischen Ursprungs und wird im Frühling und in Zeiten großer Dürre praktiziert.
Ein Mädchen, das einen Rock aus frischen grünen Reben und Zweigen trägt, tanzt singend durch die Straßen des Dorfes, bleibt dabei vor jedem Haus stehen, wo dessen Bewohner sie mit Wasser begießen. Sie wird von den Dorfbewohnern begleitet, die zur Musik singen und schreien. Zu diesem Brauch gehört eine spezifische Art von Tanz und Melodie.
Eine vergleichbare rumänische Regenzeremonie ist das Caloian.
Der Name ist wahrscheinlich abgeleitet von Perperuna, einer (süd-)slawischen Gottheit, bzw. handelt es sich, nach Sorin Paliga, um ein lokales thrakisches Kultursubstrat.
Auch die Dodola (rumänisch dudula, dudulica, dodolă, albanisch dudulë, griechisch tuntule, kroatisch dudulya und didilya), bei der es sich um einen anderen Namen für einen ähnlichen Brauch handelt, vergleicht Decev mit thrakischen Anthroponymen und Toponymen (wie Doidalsos, Doidalses, Dydalsos, Dudis, Doudoupes etc.) und meint, dass Paliga thrakischen Ursprungs sei, wohingegen die Paparuda nur bei den Rumänen (păpărudă), Aromunen (pirpirună) und Südslawen (peperuda, perperuna) anzutreffen sei.
Der Name Dodola kann möglicherweise mit dem litauischen Wort für Donner (dundulis) in Verbindung gebracht werden.